# Sarkom
Sarkom er fællesbetegnelsen for ondartede (maligne) kræftformer der udgår fra bindevæv og støttevæv. Dvs. bindevæv, brusk, knogler, muskler, kar og fedtvæv. Alt sammen af mesoderm oprindelse.
Sarkomer har tendens til at sprede sig til blodet.